# Felix Manz

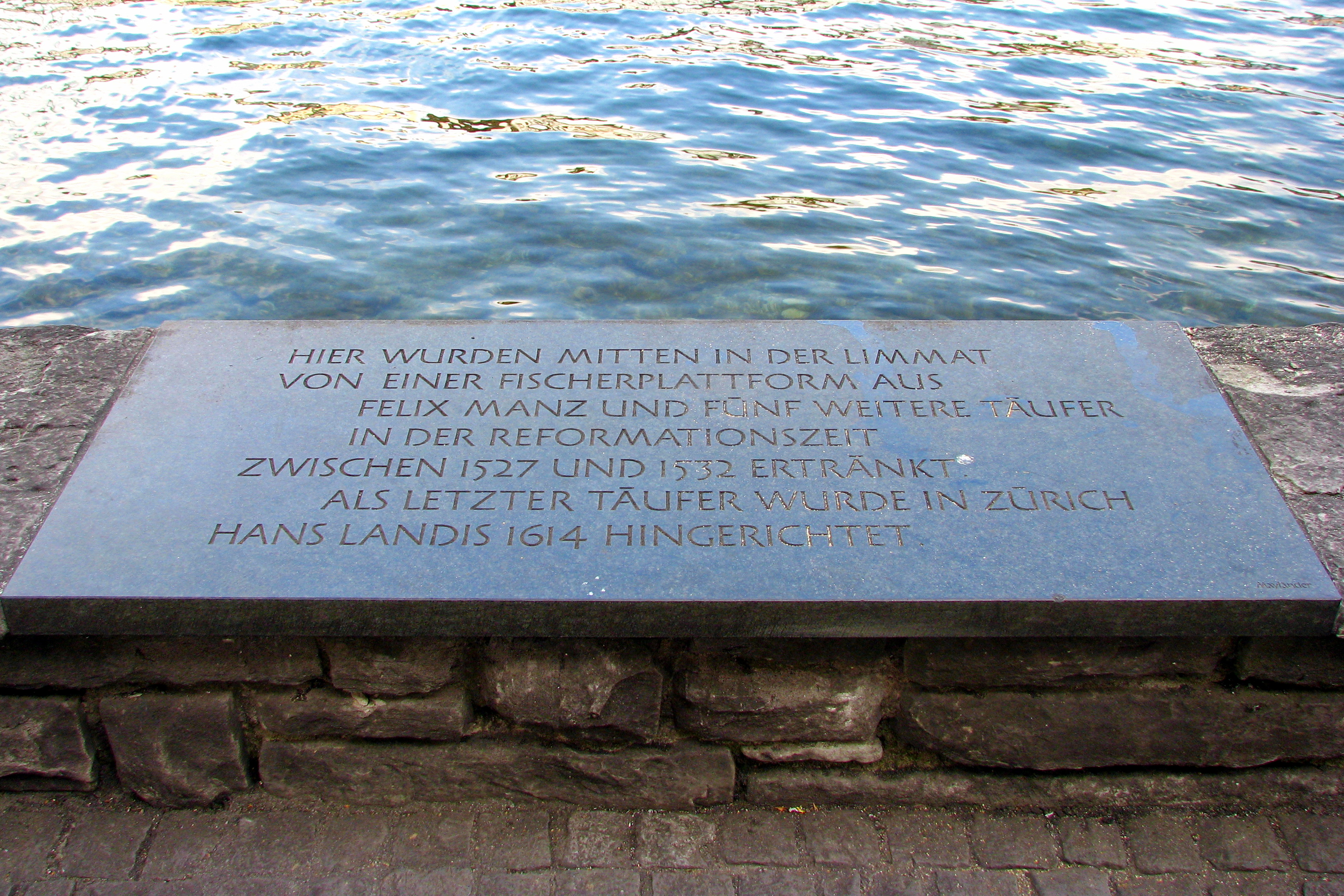
Pamětní deska v Curychu věnovaná utopeným obětem

Felix Manz (1498 – 5. ledna 1527) byl jeden z prvních novokřtěnců.

## Biografie
Narodil se v Curychu 1498 jako nemanželský syn katolického kněze, kanovníka v Grossmünsteru. A za své vzdělání vděčil příslušnosti k privilegované třídě - znal latinu, řečtinu i hebrejštinu a byl uznáván jako zdatný hebraista.
Do roku 1522 se i on připojil ke skupině studující pod Zwingliho vedením řecký Nový zákon. Ale brzy začal velice nahlas vyjadřovat nesouhlas s polovičatostí reformace a od začátku patřil k předákům opozice. Právě u něj doma v ulici Neustadt se mladí radikálové pravidelně scházeli a zde také 21. ledna 1525 dojdou k radikálnímu rozchodu se státní církví a pokřtí se na vyznání své víry v Krista. S pozváním k osobnímu obrácení se k Bohu a k vyznání Krista ve křtu víry šli pak především s Blaurockem dům od domu v tomto misijním tažení v curyšské oblasti. Více a více lidí se obracelo od státem vedené reformace k osobní zkušenosti spasení. A tak byl Manz v říjnu 1525 uvězněn v Grüningenu, odkud se mu podařilo utéct, ale o rok později byl znovu dopaden a souzen. V té době, po Grebelově smrti je vůdcem rodícího se anabaptismu. Byl charismatickou vůdčí osobností, dokázal si získat lidi svým nadšením, výřečností i vzděláním.
Podle curyšského kronikáře byl Manz 5. ledna 1527 odsouzen k smrti utopením (třetí křest pro překřtívače). Kat mu svázané ruce přetáhl přes kolena, mezi koleny a pažemi protáhl hůl a takto pod radnicí shodil z loďky do řeky Limmatu. Stal se tak prvním novokřtěneckým mučedníkem.
Dochoval se jeho spis, obrana křtěnectví, „Protestation und Schutzschrift“ a duchovní píseň o osmnácti slokách.
```
Chci vyzpívat svou radost,
srdcem se k Bohu pnout,
pro Jeho shovívavost
smím smrti uniknout,
jíž konce nikde není.
Chválím Tě, Kriste v nebi,
zvrátil's mé zarmoucení.

--A.J.Ramaker: Hymns and Hymn Writers Among the Anabaptists

of the Sixteenth Century, 1929
```